# Konrad Hitzl
Konrad Hitzl (* 15. Februar 1953 in Süplingen, Landkreis Börde; † 4. März 2019 in Kiel) war ein deutscher Klassischer Archäologe.
Konrad Hitzl legte sein Abitur 1971 am Dilthey-Gymnasium in Wiesbaden ab. 1973 begann er an der Universität Mainz ein Studium der Fächer Klassische Archäologie, Alte Geschichte und Ägyptologie. Zwischen 1976 und 1978 studierte er an der Universität Heidelberg und wechselte 1978 wieder zurück nach Mainz. 1978 nahm er als Flächenleiter an der von Klaus Kilian geleiteten Ausgrabung des Deutschen Archäologischen Instituts (DAI) in Tiryns teil. Im März 1982 wurde er in Mainz mit der Arbeit Die Entstehung und Entwicklung des Volutenkraters von den frühesten Anfängen bis zur Ausprägung des kanonischen Stils in der attisch schwarzfigurigen Vasenmalerei, der ersten Monographie zum Volutenkrater, promoviert. Danach arbeitete er ein halbes Jahr am Liebieghaus in Frankfurt am Main, wo er an der Bibliografie des dreibändigen Kataloges der Bildwerke des Hauses arbeitete. Für seine Promotion wurde ihm das Reisestipendium des Deutschen Archäologischen Instituts zugesprochen, mit dessen Hilfe er 1982/83 den Mittelmeerraum bereisen konnte. Zum Jahresbeginn 1984 wurde Hitzl wissenschaftlicher Mitarbeiter der deutschen Olympiagrabung, bei der er mehrere Projekte eigenverantwortlich durchführte.
1987 wurde Hitzl wissenschaftlicher Mitarbeiter an der Universität Tübingen, wo er sich 1993 mit der Arbeit Die Gewichte griechischer Zeit aus Olympia habilitierte. 1998 wurde er Wissenschaftlicher Oberassistent, 2000 Hochschuldozent. 2001 bis 2004 und 2008 bis 2010 nahm er an Sondierungs- und Dokumentationskampagnen des DAI in Baalbek teil. 2002/03 vertrat Hitzl den Lehrstuhl für Klassische Archäologie an der Universität Tübingen. Von 2003 bis 2005 wirkte er an einem von Mustapha Meghraoui geleiteten Projekt mit, das möglichst alle Erdbeben des Altertums in einem Raum von der Südtürkei bis Jordanien erfassen, deren Auswirkungen auf die antike Bausubstanz untersuchen, sowie moderne Restaurierungs- und Konservierungsmaßnahmen entwickeln sollte. 2004 wurde er zum Außerplanmäßigen Professor in Tübingen ernannt. 2006 und 2007 war Hitzl stellvertretender Projektleiter des Sigeion-Forschungsprojektes der Deutschen Forschungsgemeinschaft. Von 2007 bis 2010 vertrat er den damaligen Lehrstuhl für Klassische Archäologie an der Universität Greifswald, womit er der letzte Hochschullehrer in diesem Fach vor dessen Einstellung war. Von 2010 bis 2012 vertrat er den Lehrstuhl für Klassische Archäologie an der Universität Kiel. In der Folge wirkte er bis zu seinem Tod ebenda als Privatdozent für Altertumskunde. 
Hitzl war seit 1995 korrespondierendes Mitglied des DAI. Er beschäftigte sich mit vielen Bereichen der Klassischen Archäologie, von der Architektur über die Skulptur und die Keramik bis hin zur Metrologie.

## Schriften
- Die Entstehung und Entwicklung des Volutenkraters von den frühesten Anfängen bis zur Ausprägung des kanonischen Stils in der attisch schwarzfigurigen Vasenmalerei (= Archäologische Studien. Band 6), Lang, Frankfurt am Main/Bern 1982, ISBN 3-8204-7288-6.
- Die kaiserzeitliche Statuenausstattung des Metroon (= Olympische Forschungen. Band 19). De Gruyter, Berlin 1991, ISBN 3-11-012569-2.
- Die Gewichte griechischer Zeit aus Olympia (= Olympische Forschungen. Band 25). De Gruyter, Berlin 1996, ISBN 3-11-014606-1.
- Bibliographie zur archäologischen Denkmälerkunde (= Subsidia Classica. Band 2). Scripta Mecaturae, St. Katharinen 1999.
  - 2. überarbeitete und erweiterte Auflage (= Subsidia Classica. Band 9). Rahden 2007, ISBN 978-3-86757-181-4.